# Ruedi Nideröst
Ruedi Nideröst (* 17. Februar 1967 in Kappel SO) ist ein ehemaliger Schweizer Eishockeyspieler, der während seiner aktiven Karriere zwischen 1987 und 2005 für den EHC Olten, HC Ajoie, HC Lugano, HC La Chaux-de-Fonds, EV Zug und EHC Biel in der Nationalliga A und Nationalliga B auf der Position des Verteidigers gespielt hat.

## Karriere
Der Verteidiger war zunächst als Amateurspieler in der 1. Liga für den SC Langenthal aktiv, ehe ihn 1987 der damalige Cheftrainer des EHC Olten Kent Ruhnke für das Profikader der Nationalliga B verpflichtete. Gleich in seiner Debütsaison, die Spielzeit 1987/88, reifte der Defensivverteidiger rasch zu einem Stammspieler der Oltner Mannschaft und realisierte mit dem Team den sofortigen Aufstieg in die Nationalliga A.
Nach dem Aufstieg in die höchste Schweizer Liga blieb Nideröst als Stammkraft gesetzt und verpasste in vier Spielzeiten lediglich eine Begegnung der Qualifikationsrunde im Trikot der Oltner, mit denen er zum Saisonende 1991/92 in die Nationalliga B abstieg. Direkt im Anschluss an diese Spielzeit unterzeichnete der Abräumer einen Kontrakt beim HC Ajoie. Im Dress der Jurassier gelang es jedoch nicht den Ligaerhalt in der Nationalliga A zu erzielen, sodass Nideröst den zweiten Abstieg seiner Profikarriere hinnehmen musste. Wie zuvor nach dem erstmaligen Fall in die zweithöchste Liga im Trikot des EHC Olten verliess der Rechtsschütze wiederum die Mannschaft und einigte sich mit dem HC Lugano auf ein Vertragsverhältnis.
Wie zuvor in Olten und Pruntrut avancierte der Abwehrspieler bei den Luganesi zu einem Führungsspieler. Insgesamt vier Saisons verteidigte Nideröst für die Tessiner, ehe der hart schiessende Rechtsschütze 1997 innerhalb der Nationalliga A zum HC La Chaux-de-Fonds wechselte. Für diese stand der Schweizer Nationalverteidiger ebenfalls vier Spielzeiten lang im Einsatz und absolvierte je zwei Saisons in der Nationalliga A und B. Nachdem ein Transfer zum SC Langnau gescheitert war, löste er im Juni 2001 seinen laufenden Vertrag beim Absteiger HC La Chaux-de-Fonds auf und wurde daraufhin für zwei Jahre vom EV Zug verpflichtet, der auf die Abgänge von Patrick Sutter und Dino Kessler reagierte.
In Zug war der zuverlässige Defensivspieler ebenfalls gesetzt und behielt seinen Stammplatz im NLA-Kader auch nach einem Zwischenfall im März 2002 bei, als er in einem Playoffspiel nach einem Bandencheck von Lugano-Stürmer Jean-Jacques Aeschlimann eine Halswirbelfraktur erlitt und eine Operation über sich ergehen lassen musste. Sein Comeback im Dress der Zuger gab er schliesslich zur Saison 2002/03. Von 2003 bis 2005 liess der physisch starke Verteidiger seine Profilaufbahn beim EHC Biel in der Nationalliga B ausklingen, mit denen er 2004 die Meisterschaft der zweithöchsten Schweizer Liga gewann. Zuletzt legte er seinen Fokus vollständig auf seine Tätigkeit als Lehrer.
Im Verlauf seiner Profikarriere absolvierte Nideröst insgesamt 497 Nationalliga-A-Spiele während der Qualifikationsrunde. In der Nationalliga B stehen für den Verteidiger 198 Einsätze zu Buche.

### International
Nideröst absolvierte im Trikot der Schweizer Nationalmannschaft insgesamt elf Länderspiele, die er allesamt während der Amtszeit des Nationaltrainers John Slettvoll bestritt. An einem grossen internationalen Turnier nahm der grossgewachsene und physisch starke Akteur allerdings nicht teil.

## Erfolge und Auszeichnungen
- 1988 Nationalliga-B-Meister mit dem EHC Olten
- 2004 Nationalliga-B-Meister mit dem EHC Biel

## Privates
Nideröst ist verheiratet und hat drei Töchter. Seit Beendigung seiner Profikarriere 2005 unterrichtet er im 100-Prozent-Pensum als Lehrer an einer Sekundarschule in Kerzers. Bereits ab 2003 hatte er auf 70-Prozent-Basis als Lehrkraft gearbeitet, während Nideröst noch als Eishockeyspieler beim EHC Biel in der Nationalliga B tätig war. Seine Schulung zum Sekundarlehrer hatte er bereits zu Beginn seiner Profikarriere gestartet, als der Schweizer für den EHC Olten aktiv war und ein Studium an der Universität Bern belegte.